# Антоний Омологит
Антоний Омологит (на гръцки: Ἀντώνιος, ὁ ὁμολογητὴς, Антониос Омологитис) е православен духовник, митрополит на Цариградската патриаршия и светец. Антоний е виден участник във втория период на иконоборческата схизма, като поддържа иконофилията.

## Биография
Основният източник за Антоний Омологит е житието на Света Теодора, написано от Григорий, свещеник в Солунската митрополия. Предполага се, че е роден в Егина, но не се знае кога се мести със сестра си Катерина в Солун. Получава добро образование. Става митрополит на Драчката епархия преди възстановяването на иконоборството от император Лъв V Арменец.
В 843 година Антоний става солунски митрополит, на който пост е заменен още същата година от Василий ІІ. Антоний умира на 2 ноември 844 година. Провъзгласен е за светец. Празникът му се чества на 2 ноември. Единственото известно изображение на Антоний Омологит е фреска в църквата „Свети Григорий Палама“ в Солун.